# آرشاک آتایان
آرشاک آتایان (۱۸۷۷ روستای تاقلار بزرگ - ۱۹۳۷م) شاعر و ادیب اهل ارمنستان بود

## زندگی‌نامه
در اچمیادزین و تفلیس درس خواند. در ۱۸۹۵م سرودن شعر را آغاز کرد. به سلماس و پیرامون آن سفر کرد و نتیجهٔ مطالعاتش را در ۱۹۰۶م نوشت. در همدان و جلفای نو درس داد. در ۱۹۲۲م به ارمنستان بازگشت. پاره‌ای از آثار ماکسیم گورکی را به ارمنی برگرداند. یکی از نوشته‌هایش در تهران (۱۹۲۴م) و اسکندریه (۱۹۲۲م) به اجرا درآمد. از آثارش: سلماس (۱۹۰۶م)؛ رباعیات عمر خیام (۱۹۲۱م)